# Búrské republiky

Búrské republiky a státy Griquů v Jižní Africe, 19. století

Búrské republiky (někdy označované jako búrské státy) byly v druhé polovině 19. století nezávislé, samosprávné republiky, vytvořené nizozemsky mluvícími obyvateli Kapské kolonie a jejich potomky, kteří byli známí pod různými označeními jako Trekboerové, Búrové a Voortrekkeři. Hlavně ve střední, severní a severovýchodní či východní části současné Jihoafrické republiky. Dvě z búrských republik dosáhly mezinárodního uznání a úplné nezávislosti: Transvaalská republika (ZAR) a Oranžský svobodný stát. V republikách neplatila odluka církve od státu a zpočátku byla povolena pouze nizozemská reformovaná církev, poté také další církve v kalvínské protestantské tradici. Republiky přestaly existovat po druhé búrské válce, která vyústila v britskou anexi a později začlenění do Jihoafrické unie.

## Búrské republiky
- Jihoafrická republika (1852–1877, 1881–1902)
- Oranžský svobodný stát (1854–1902)
- Natalia (1839–1843)
- Stellaland (1882–1883)